# 신의 퀴즈 4
《신의 퀴즈 4》는 OCN에서 2014년 5월 18일부터 2014년 8월 3일까지 방영된 메디컬 범죄 수사극이다.
한편, 이 작품은 2014년 12월 열린 제 27회 한국방송작가상 드라마 부문(2013년 중후반기부터의 내용 위주) 최종 후보에 올랐으나 단수 집필이란 드라마 부문 규정에서 미달되어 탈락했다.

## 등장인물

### 주요 인물
- 류덕환 : 한진우(29세) 역 - 한국대 법의관 사무소의 천재 촉탁의
- 윤주희 : 강경희(31세) 역 - 경찰청 특수수사계 형사
- 이동해 : 한시우(27세) 역 - 한국대 법의관 사무소 연구관
- 김재경 : 임태경(28세) 역 - 한국대 법의관 사무소 연구관

### 한국대 법의관 사무소
- 박준면 : 조영실(44세) 역 - 소장
- 강성필 : 남기용(39세) 역 - 전담 특수수사팀 팀장
- 한승현 : 구두진(31세) 역 - 전담 특수수사팀 형사
- 윤진영 : 조일엽(32세) 역 - 전담 특수수사팀 형사

### 그 외 인물
- 양금석 : 정혜원 역 - 한진우의 어머니
- 고경표 : 서인각 역
- 손현술 : 장 형사 역 - 전담 특수수사팀 형사
- 이도연 : 서다미 역
- 이유 : 민지희 역 - 연구원
- 황성아
- 오태영
- 장승조 : 이재준 역 - 검사
- 이수용 : 박정욱 역 - 킬러
- 권재현
- 전주우 : 오택현 역 - 검사
- 추헌엽 : 이석남 역
- 김진근 : 우정미의 아버지 역
- 조혜정 : 우정미 역 - 장애인 납치 피해자
- 조명운
- 권방현 : 이기영 역 - 장애인 납치 피해자
- 이태일 : 박건수 역 - 장애인 납치 피해자
- 박병욱 : 납치 장애인 고용주 역
- 이병철 : 납치 장애인 고용주 역
- 이수진
- 김현준
- 정유림
- 채희강
- 김요한
- 권혁범
- 지우준
- 고수진
- 박민지 : 박하영 역 - 성폭행 피해자
- 임윤호 : 고경한 역 - 고두석의 아들
- 박명신 : 강수하 역 - 박하영 성폭행 사건 담당 형사
- 김민규 : 강수하의 아들 역
- 제이
- 최영도 : 오 형사 역
- 추천
- 권미경
- 손미희
- 이진성
- 이혁
- 박지아 : 서연주 역 - 현대무용가, 피살자
- 송지현 : 안희연 역 - 서연주의 첫째 딸, 다이어트 컨설팅 오너
- 황승언 : 안효연 역(아역 박서연) - 서연주의 둘째 딸
- 주영호 : 강민철 역 - 서연주 공연 무대감독
- 조영석
- 연심
- 김고은
- 김도연
- 고혜진 : 서연주의 제자 역
- 김기루
- 성민수 : 서연주의 변호사 역
- 김영선 : 오경숙 역 - 간호사
- 한기원 : 홍기준 역 - 병원 인턴, 홍석태의 아들
- 최태환 : 박수용 역 - 요양원 환자, 오경숙의 양아들
- 김익태 : 홍석태 역 - 의사
- 차건우
- 김태형
- 김흥수 : 이종석 역 - 사이코패스
- 김경환
- 허인구 : 재활용센터 사장 역
- 허동원 : 재활용센터 직원 역
- 배우진
- 손지원
- 유세비
- 정미호
- 함혜영
- 서병철
- 백봉기 : 이환승 역 - 우동물산 직원, 물 중독 돌연사
- 권은수 : 심한숙 역 - 우동물산 직원
- 문경민 : 우동식 역 - 우동물산 대표
- 박영수 : 우동물산 직원 역
- 황은수 : 고 대리 역 - 우동물산 직원
- 차승연 : 우동물산 변호사 역
- 김추월 : 이환승의 어머니 역
- 김해나
- 오재윤 : 우동물산 직원 역
- 이명익
- 장경업 : 이종혁 역 - 살인사건 피해자, 홍채 이색증
- 서우진 : 강도진 역 - 미술 특활부 담당 교사
- 지수 : 은실 역 - 이종혁을 짝사랑함.
- 장세원 : 서동훈 역 - 이종혁의 친구
- 황별하
- 장이주 : 이종혁의 이모 역
- 강운 : 담임 선생님 역
- 이동희
- 오희준
- 임용순
- 박황춘
- 이지혜
- 김진현
- 주소원
- 황희태
- 권지현
- 윤원빈
- 김태균
- 조은광
- 박형민
- 성태준 : 이우철 역(아역 김현빈) - 소방관, 폐색전으로 사망
- 장세현 : 이우민 역 - 이우철의 동생, 사채업자
- 도승지 : 소방서 팀장 역
- 김혁종 : 이우철의 후배 소방관 역
- 최현수
- 손보민
- 유승민
- 김주황
- 정호
- 이관호
- 권혁범
- 최석필
- 정소영 : 최서연 역 - 피아니스트
- 박경혜 : 최서연의 소속사 사장 역
- 강다빈 : 지훈 역 - 최서연의 이웃집 남자
- 문솔아 : 최서연의 로드매니저 역
- 이정우 : 기자 역
- 민지혁 : 김준민 역 - 최서연의 남자친구
- 최영진 : 최서연의 주치의 역
- 김보미 : 고길녀 역
- 최호종 : 박찬형 역 - 고길녀의 아들
- 고희기
- 탁성은 : 이 교도관 역
- 김화원
- 이동철
- 이서연
- 부정우
- 김태현
- 유동균
- 박건
- 비니
- 이재로
- 이재운
- 허재호
- 정의철
- 한창현
- 손덕기
- 정나연
- 이준영

### 우정출연
- 최정우 : 장규태 역
- 이진환
- 최철호 : 서상우 역 - 서한 케미컬 회장

## 회차별 부제와 희귀난치성질환명
| 2014년 | 2014년    | 2014년                 | 2014년                              | 2014년 |
| 회차   | 방송 일자 | 제목                   | 희귀난치성질환명                    | 극본   |
| ------ | --------- | ---------------------- | ----------------------------------- | ------ |
| 1화    | 5월 18일  | 붉은 눈물              | 헤모라크리아                        | 박재범 |
| 2화    | 5월 25일  | 천사의 손톱            | 단순성 수포성 표피 박리증           | 박대성 |
| 3화    | 6월 1일   | 뱀의 춤                | 헌팅턴 무도증                       | 박대성 |
| 4화    | 6월 8일   | 어느 따뜻한 날         | 코넬리아 드 랑예 증후군             | 박재범 |
| 5화    | 6월 15일  | 데드 맨 워킹           | 코타르 증후군                       | 이대일 |
| 6화    | 6월 22일  | 모던 타임즈            | 에드하임 체스터병                   | 박재범 |
| 7화    | 6월 29일  | X                      |                                     | 박대성 |
| 8화    | 7월 6일   | 슈퍼맨                 | 브라운세카르증후군                  | 이대일 |
| 9화    | 7월 13일  | 피아니스트의 연인      |                                     | 박대성 |
| 10화   | 7월 20일  | 신의 대리인            | 상염색체 우성유전성 소뇌실조증 ADCA | 박재범 |
| 11화   | 7월 27일  | 굿바이 뫼비우스 1, 2부 |                                     | 박재범 |
| 12화   | 8월 3일   | 굿바이 뫼비우스 1, 2부 |                                     | 박재범 |

## OST

### Part. 1
| #  | 제목                  | 작사   | 작곡   | 가수   | 재생 시간 |
| -- | --------------------- | ------ | ------ | ------ | --------- |
| 1. | 〈어쩌면 난〉         | 백은우 | 유태환 | 김재경 |           |
| 2. | 〈어쩌면 난 (Inst.)〉 |        | 유태환 |        |           |

### Part. 2
| #  | 제목                    | 작사   | 작곡   | 가수 | 재생 시간 |
| -- | ----------------------- | ------ | ------ | ---- | --------- |
| 1. | 〈오늘을 살께〉         | 정유리 | 정유리 | 지훈 |           |
| 2. | 〈오늘을 살께 (Inst.)〉 |        | 정유리 |      |           |

## 특이 사항
- 2014년 6월 29일(7회)부터 2014년 7월 27일까지 본 드라마가 끝난 뒤 10여 분가량 이 드라마에 대한 비하인드 스토리로 구성된 《신퀴TV - 신의 퀴즈 4의 모든 것》을 방영하였다.